# Pahoturi
Pahoturi, także Paho – rzeka w południowo-wschodniej Papui-Nowej Gwinei.